# Светски савет цркава
Светски савет цркава (енгл. The World Council of Churches) је међународна екуменска организација, основана 1948. у Амстердаму, у чији састав улази 349 хришћанских цркава. Седиште организације се налази у Женеви, Швајцарска.
Светски савет цркава обухвата разне деноминације чијим обједињавањем обухвата око око 590 милиона хришћана у око 120 земаља. Римокатоличка црква није члан Савета, већ има својство посматрача.

## Скупштине
Досадашње скупштине:
1. Амстердам (Холандија) 1948. (22. август - 4. септембар)
2. Евастон (Илиноис, САД) 1954. (15. август - 31. август)
3. Њу Делхи (Индија) 1961. (19. новембар - 5. децембар)
4. Упсала (Шведска) 1968. (4. јули - 20. јули)
5. Најроби (Кенија) 1975. (23. новембар - 10. децембар)
6. Ванкувер (Британска Колумбија, Канада) 1983. (24. јули - 10. август)
7. Канбера (Аустралија) 1992. (7. фебруар - 21. фебруар)
8. Хараре (Зимбабве) 1998. (3. децембар - 14. децембар)
9. Порто Алегре (Рио Гранде де Сол, Бразил) 2006. (14. фебруар - 23. фебруар)
10. Бусан (Јужна Кореја) 2013. (30. октобар – 8. новембар)

## Чланице
Чланице Светског савета цркава, разврстане према хришћанским деноминацијама и времену њиховог настанка тј. издвајања од осталих цркава, са списком њихових епархија које су се прикључиле ССЦ.
Светски савет цркава све ове цркве сматра „гранама“ хришћанства тј. „породицама цркава“ које само заједнички чине целину — хришћанство.

### Православне
- Црква Кипра
- Црква Грчке
- Цариградска патријаршија
- Грчка православна патријаршија Александрије и све Африке
- Грчка православна патријаршија Антиоха и свег Истока
- Грчка православна патријаршија Јерусалима
- Православна аутокефална црква Албаније
- Православна црква у Америци
- Православна црква Јапана
- Православна црква чешких земаља и Словачке
- Православна црква у Финској
- Пољска аутокефална православна црква Пољске
- Румунска православна црква
- Руска православна црква
- Српска православна црква

### Оријентално-православне
- Еритрејска оријентално-православна црква
- Етиопска оријентално-православна црква
- Јерменска апостолска црква (Ечмијадзин)
- Јерменска апостолска црква (Киликија)
- Коптска оријентално-православна црква
- Маланкарска оријентално-православна црква
- Сиријска оријентално-православна црква

### Црква Истока
- Асирска црква Истока

### Протестантске
Побројане су протестантске конфесије по азбучном реду а не по времену настајања. 
- Англиканци :
  - Англиканска црква Аотеароа, Новог Зеланда и Полинезије
  - Англиканска црква Аустралије
  - Англиканска црква Јапана
  - Англиканска црква Канаде
  - Англиканска црква Кеније
  - Англиканска црква Кореје
  - Англиканска црква Танзаније
  - Англиканска црква Јужне Коне Америке
  - Црква провинције Западне Индије
  - Црква Велса
  - Црква Цејлона
  - Црква Христова у Конгу - Англиканска заједница Конгоа
  - Црква Енглеске
  - Црква Ирске
  - Црква Меланезије
  - Црква Нигерије (Англиканска заједница)
  - Црква провинције Централне Африке
  - Црква провинције Мјанмар
  - Црква провинције Јужне Африке
  - Црква провинције Индијског океана
  - Црква провинције западне Африке
  - Црква Уганде
  - Англиканска епископална црква Бразила
  - Епископална црква Јерусалима и Средњег истока
  - Епископална црква Филипина
  - Епископална црква у САД
  - Епископална црква Судана
  - Лузитанијска црква Португала
  - Провинција Англиканске цркве у Бурундију
  - Провинција Епископалне цркве у Руанди
  - Шкотска епископална црква
  - Шпанска реформисана епископална црква
  - Уједињена еванђелистичка црква „Англиканска заједница Анголе“

- Баптисти :
  - Америчке баптистичке цркве у САД
  - Бангладешка баптистичка црква Санга
  - Баптистичка асоцијација Ел Салвадора
  - Баптистичка конвенција Хаитија
  - Баптистичка конвенција Никарагве
  - Баптистички савез Велике Британије
  - Баптистички савез Данске
  - Баптистички савез Мађарске
  - Баптистички савез Новог Зеланда
  - Бенгал-Ориса-Бихар баптистичка конвенција
  - Црква Христова у Конгоу - Баптистичка заједница Конгоа
  - Црква Христова у Конгоу - Протестантска баптистичка црква Африке (Епископална баптистичка заједница Африке)
  - Конвенција филипинских баптистичких цркава
  - Еванђелистичка баптистичка црква Анголе
  - Еванђелистички баптистички савез Италије
  - Јамајчански баптистички савез
  - Мјанмарска баптистичка конвенција
  - Национална баптистичка конвенција Америке
  - Национална баптистичка конвенција САД
  - Домаћа баптистичка црква Камеруна
  - Нигеријска баптистичка конвенција
  - Прогресивна национална баптистичка конвенција
  - Самавезам Телугу баптистичких цркви
  - Савез баптистичких цркава Камеруна

- Еванђелисти :
  - Афричка сувоземска црква Судана
  - Лаошка еванђелистичка црква

- Лутеранци :
  - Боливијска еванђелистичка лутеранска црква
  - Хришћанска протестантска црква Анголе
  - Хришћанска протестантска црква Индонезије
  - Црква Норвешке
  - Црква Шведске
  - Црква аугсбуршке конфесије Алсаће и Лорене
  - ЕКД - Еванђелистичка лутеранска црква Баварске
  - ЕКД - Еванђелистичка лутеранска црква Брунсвика
  - ЕКД - Еванђелистичка лутеранска црква Олденбурга
  - ЕКД - Еванђелистичка лутеранска црква Турингије
  - ЕКД - Еванђелистичка лутеранска црква Виртемберга
  - ЕКД - Еванђелистичка лутеранска црква Хановера
  - ЕКД - Еванђелистичка лутеранска црква Мекленбурга
  - ЕКД - Еванђелистичка лутеранска црква Саксонија
  - ЕКД - Еванђелистичка лутеранска црква Шаумбург-Липеа
  - ЕКД - Еванђелистичка лутеранска црква Северног Елбијана
  - Естонска еванђелистичка лутеранска црква
  - Естонска еванђелистичка лутеранска црква дијаспоре
  - Етиопска еванђелистичка црква Мекене Исуса
  - Еванђелистичка црква аугсбуршке конфесије Аустралије
  - Еванђелистичка црква аугсбуршке конфесије Пољске
  - Еванђелистичка црква аугсбуршке конфесије Словачке Републике
  - Еванђелистичка црква лутеранске конфесије Бразила
  - Еванђелистичка црква Ривер Плате
  - Еванђелистичка лутеранска црква Америке
  - Еванђелистичка лутеранска црква Канаде
  - Еванђелистичка лутеранска црква Чилеа
  - Еванђелистичка лутеранска црква Конгоа
  - Еванђелистичка лутеранска црква Данске
  - Еванђелистичка лутеранска црква Намибије
  - Еванђелистичка лутеранска црква Јужне Африке
  - Еванђелистичка лутеранска црква Танзаније
  - Еванђелистичка лутеранска црква Републике Намибије
  - Еванђелистичка лутеранска црква Финске
  - Еванђелистичка лутеранска црква Зимбабвеа
  - Еванђелистичка лутеранска црква Француске
  - Еванђелистичка лутеранска црква Гане
  - Еванђелистичка лутеранска црква Исланда
  - Еванђелистичка лутеранска црква Летоније
  - Еванђелистичка лутеранска црква Папуа Нове Гвинеје
  - Еванђелистичка лутеранска црква аугсбуршке конфесије Румуније
  - Еванђелистичка лутеранска црква Румуније
  - Индонежанска хришћанска црква
  - Кенијска еванђелистичка лутеранска црква
  - Летонска еванђелистичка лутеранска црква у дијаспори
  - Лутеранска црква Мађарске
  - Лутеранска црква Либерије
  - Малагашка лутеранска црква
  - Ниашка хришћанска протестантска црква
  - Протестантска хришћанска батак црква
  - Протестантска црква Сабе
  - Салвадорски лутерански синод
  - Шлезијска еванђелистичка црква аугсбуршке конфесије Чешке Републике
  - Сималунгун протестантска хришћанска црква
  - Словачка еванђелистичка црква аугсбуршке конфесије у Србији
  - Уједињена еванђелистичка лутеранска црква
  - Уједињена еванђелистичка лутеранска црква Индије

- Методисти:
  - Афричка методистичка епископална црква
  - Афричка методистичка епископална ционистичка црква
  - Хришћанска методистичка епископална црква
  - Еванђелистичка методистичка црква Боливије
  - Еванђелистичка методистичка црква Италије
  - Еванђелистичка методистичка црква Филипина
  - Еванђелистичка методистичка црква Уругваја
  - Еванђелистичка методистичка црква Аргентине
  - Слободна Веслијска црква Тонге
  - Методистичка црква
  - Методистичка црква Бразила
  - Методистичка црква Гане
  - Методистичка црква Кубе
  - Методистичка црква Фиџија и Ротуме
  - Методистичка црква Индије
  - Методистичка црква Индонезије
  - Методистичка црква Ирске
  - Методистичка црква Кеније
  - Методистичка црква Сингапура
  - Методистичка црква Кариба и Америке
  - Методистичка црква Зимбабвеа
  - Методистичка црква Нигерије
  - Методистичка црква Чилеа
  - Методистичка црква Мексика
  - Методистичка црква Новог Зеланда
  - Методистичка црква Перуа
  - Методистичка црква Порто Рика
  - Методистичка црква Самое
  - Методистичка црква Јужне Африке
  - Методистичка црква Тогоа
  - Методистичка црква Уругваја
  - Методистичка црква Сијера Леонеа
  - Методистичка црква, Горњи Мјанмар
  - Протестантска методистичка црква Бенина
  - Уједињена методистичка црква
  - Уједињена методистичка црква Обале Слоноваче (сада у савезу са Уједињеном методистичком црквом)

- Пентакосталци :
  - Асоцијација цркава Божијих
  - Хришћанска Библијска црква
  - Еванђелистичка пентакостална мисија Анголе
  - Црква слободне пентакосталне мисије Чилеа
  - Међународна еванђелистичка црква
  - Пентакостална црква Чилеа
  - Црква пентакосталне мисије

- Реформисане цркве : 
  - Афричка протестантска црква
  - Асоцијација еванђелистичких реформисаних цркава Буркине Фасо
  - Хришћанска црква Централног Сулавезија
  - Хришћанска црква Сумбе
  - Хришћанска еванђелистичка црква Минахасе
  - Хришћанска еванђелистичка црква Сангине Талауд
  - Хришћанска реформисана црква Бразила
  - Христова црква Конгоа - еванђелистичка заједница Конгоа
  - Христова црква Конгоа - презветеријанска заједница Конгоа
  - Христова црква Конгоа - презветеријанска заједница Киншасе
  - Црква Шкотске
  - Хришћанска конгрегацијска црква Америчке Самое
  - Хришћанска конгрегацијска црква Самое
  - Хришћанска конгрегацијска црква Нијуеа
  - Хришћанска конгрегацијска црква Тувалуа
  - Хришћанска црква Кукових острва
  - Чехословачка хуситска црква
  - Хришћанска црква Источне Јаве
  - ЕКД - Црква Липеа
  - ЕКД - Еванђелистичка реформисана црква Северозападне Немачке
  - Хришћанска еванђелистичка црква Халмахере
  - Хришћанска еванђелистичка црква Тана Папуе
  - Еванђелистичка црква Нове Каледоније и острва Лојалти
  - Еванђелистичка црква Габона
  - Еванђелистичка црква Камеруна
  - Еванђелистичка црква Конгоа
  - Еванђелистичка црква швајцарске конфесије
  - Еванђелистичка конгрегацијска црква Анголе
  - Еванђелистичка презветеријанска црква Јужне Африке
  - Еванђелистичка презветеријанска црква Гане
  - Еванђелистичка презветеријанска црква Египатског синода са Нила
  - Еванђелистичка презветеријанска црква Ирана
  - Еванђелистичка презветеријанска црква Португала
  - Еванђелистичка презветеријанска црква Тогоа
  - Еванђелистичка реформисана црква Анголе
  - Федерација протестантских цркава Швајцарске
  - Грчка еванђелистичка црква
  - Мађарска реформисана црква Америке
  - Индонежанска хришћанска црква
  - Јаванешке хришћанске цркве
  - Калимантан еванђелистичка црква
  - Протестантска црква Каро Батака
  - Кирибатска протестантска црква
  - Еванђелистичка црква Лесотоа
  - Маои протестантска црква
  - Црква ковенант мисије Шведске
  - Национални еванђелски синод Сирије и Либана
  - Пасундан хришћанска црква
  - Презветеријанска црква (САД)
  - Презветеријанска црква Камеруна
  - Презветеријанска црква Руанде
  - Презветеријанска црква Тајвана
  - Презветеријанска црква Републике Кореје
  - Презветеријанска црква Тринидада и Тобагоа
  - Презветеријанска црква Африке
  - Презветеријанска црква Аотеарое и Новог Зеланда
  - Презветеријанска црква Колумбије
  - Презветеријанска црква у Камеруну
  - Презветеријанска црква источне Африке
  - Презветеријанска црква Гане
  - Презветеријанска црква Кореје
  - Презветеријанска црква Либерије
  - Презветеријанска црква Мозамбика
  - Презветеријанска црква Нигерије
  - Презветеријанска црква Пакистана
  - Презветеријанска црква Судана
  - Презветеријанска црква Вануатуа
  - Презветеријанска црква Велса
  - Презветеријанска реформисана црква Кубе
  - Хришћанска протестантска црква Балија
  - Протестантска црква Индонезије
  - Протестантска црква Југоисточног Сулавезија
  - Протестантска црква Молукаса
  - Протестантска црква Тимор Лоросе
  - Протестантска црква Западне Индонезије
  - Протестантска црква Алжира
  - Протестантска еванђелистичка црква Тимора
  - Реформисана хришћанска црква у Србији и Црној Гори
  - Реформисана хришћанска црква Словачке
  - Реформисана црква Америке
  - Реформисана црква Мађарске
  - Реформисана црква Румуније
  - Реформисана црква Замбије
  - Реформисана црква Зимбабвеа
  - Реформисана црква Алсаће и Лорене
  - Реформисана Христова црква Нигерије
  - Реформисана црква Француске
  - Реформисана презветеријанска црква Екваторијалне Гвинеје
  - Ремонстрант братство
  - Шпанска еванђелистичка црква
  - Тораја црква
  - Савез јерменских еванђелистичких цркава Блиског истока
  - Савез велшких независника
  - Уједињена црква Христа – конгрегација Маршалских острва
  - Уједињена црква Христа Зимбабвеа
  - Уједињена слободна црква Шкотске
  - Уједињена презветеријанска црква Бразила
  - Валденшка црква

### Остале
Старокатолици :
- Католичка дијецеза Старокатолика у Немачкој
- Старокатоличка црква Аустрије
- Старокатоличка црква Холандије
- Старокатоличка црква Швајцарске
- Пољска католичка црква Пољске

Моравске цркве :
- Моравска црква
- Моравска црква, Eastern West Indies Province
- Моравска црква Јамајке
- Моравска црква Никарагве
- Моравска црква Јужне Африке
- Моравска црква Суринамеа
- Моравска црква Танзаније

Слободне и независне цркве :
- Кинески хришћански савет
- Црква Бретрена
- Црква Бретрена у Нигерији
- Међународни савет Цркава заједнице
- Филипинска независна црква
- Пољска национална католичка црква

Афричке институтивне цркве :
- Афричке хришћанске цркве и школе
- Афричка црква Светог Духа
- Афричка израелска ниневејска црква
- Црква Христовог светла Светога Духа
- Христова црква - Харисова мисија
- Црква Исуса Христа на Земљи његовог специјалног изасланика Симона Кимбангуа
- Црква Гасподова широм света
- Савет афричких институтивних цркви

Црква Христових апостола :
- Асоцијација Христових цркава Новог Зеланда
- Хришћанска црква Канаде
- Хришћанска црква Сједињених држава
- Христова црква Конгоа - Заједница Христових апостола Конгоа
- Христове цркве Аустралије
- Еванђелистичка црква Христових апостола Аргентине

Квејкери :
- Верско друштво пријатеља (Општа конференција Пријатеља)
- Верско друштво пријатеља (Састанак уједињених Пријатеља)

Менонити :
- Христова црква Конгоа - Менонитска заједница Конгоа
- Менонитска црква Немачке
- Менонитска црква Холандије